# Escañuela
Escañuela és un municipi de província de Jaén (Espanya) de 950 habitants (INE, 2006). El poble es troba en la comarca de la Campiña de Jaén, envoltat d'oliveres.
Existeixen diverses indústries, principalment d'oli i de construcció.

## Cultura
En els voltants han aparegut nombrosos vestigis d'època ibèrica i romana. En l'església parroquial pot contemplar-se una imatge de Sant Pere.